# Barseh
Barseh (persiska: برسه) är en ort i Iran.   Den ligger i provinsen Mazandaran, i den norra delen av landet, 120 km nordväst om huvudstaden Teheran. Barseh ligger 1 396 meter över havet och antalet invånare är 252.
Terrängen runt Barseh är mycket bergig.Runt Barseh är det ganska tätbefolkat, med 116 invånare per kvadratkilometer. Närmaste större samhälle är Sīāh Varz, 16,9 km nordost om Barseh. I omgivningarna runt Barseh växer i huvudsak blandskog.